# Jacob Leyssens
Jacob Leyssens (noms alternatifs : Jacob Lyssens, Nicolaas Leyssens et N. Lyssens et surnom Notenkraker) (1661, Anvers - 1710, Anvers), était un peintre et décorateur flamand de l'époque baroque.

## Biographie
Il fut l'élève de Peter Ykens en 1674. Il fit le voyage de Rome dans sa jeunesse où il est mentionné en 1680. Il devenait en 1680 un membre de la Bentvueghels, une association d'artistes principalement hollandais et flamands travaillant à Rome, prenant le surnom de ‘Notenkraker’ (Casse-Noisette). Il était probablement l'un des plus jeunes Bentvueghels jamais admis.
La situation financière difficile de son père causait son retour à Anvers. Il était admis en tant que ‘wijnmeester’ (maître de vin) à la Guilde de Saint-Luc d'Anvers en 1698. Comme ‘wijnmeester’ est un titre réservé aux fils de membres de la Guilde, cela démontre que son père était à l'époque également membre de la Guilde. Il a travaillé à Anvers en tant que peintre durant la période 1698 -1710.

## Œuvre
Il était particulièrement compétent dans la peinture de natures mortes de fruits. Le biographe néerlandais Jacob Campo Weyerman fait aussi référence à Jacob Leyssens en tant que peintre d'histoire, ce qui indique qu'il a également pratiqué dans ce genre. Il a décoré de nombreuses chambres et plafonds dans les résidences et bâtiments de premier plan à Anvers et a collaboré avec d'autres artistes tels que Jan Baptist Bosschaert et Gaspar Peeter Verbruggen le Jeune, qui prenaient charge de la peinture des fleurs et autres objets auxiliaires. Plusieurs de ses œuvres ont survécu et sont conservés par des musées comme le Musée de l'Ermitage à Saint-Pétersbourg.